# Oscaruddelingen 2018
Oscaruddelingen 2018 var den 90. udgave af oscaruddelingen og fandt sted 4. marts 2018, hvor man kårede de bedste præstationer inden for film fra 2017. Uddelingen vil bliv holdt i Dolby Theatre i Hollywood i Los Angeles i regi af Academy of Motion Picture Arts and Sciences (AMPAS). Jimmy Kimmel ledte uddelingen for anden gang.

## Nomineringer og vindere

### Liste
Nomineringerne blev annonceret af Tiffany Haddish og Andy Serkis 23. januar i Samuel Goldwyn Theater.
| Bedste film - The Shape of Water – Guillermo del Toro og J. Miles Dale - Call Me by Your Name – Peter Spears, Luca Guadagnino, Emilie Georges og Marco Morabito - Darkest Hour – Tim Bevan, Eric Fellner, Lisa Bruce, Anthony McCarten og Douglas Urbanski - Dunkirk – Emma Thomas og Christopher Nolan - Get Out – Sean McKittrick, Jason Blum, Edward H. Hamm jr. og Jordan Peele - Lady Bird – Scott Rudin, Eli Bush og Evelyn O'Neill - Phantom Thread – JoAnne Sellar, Paul Thomas Anderson, Megan Ellison og Daniel Lupi - The Post – Amy Pascal, Steven Spielberg og Kristie Macosko Krieger - Three Billboards Outside Ebbing, Missouri – Graham Broadbent, Pete Czernin og Martin McDonagh | Bedste instruktør - Guillermo del Toro – The Shape of Water - Christopher Nolan – Dunkirk - Jordan Peele – Get Out - Greta Gerwig – Lady Bird - Paul Thomas Anderson – Phantom Thread |
| Bedste mandlige hovedrolle - Gary Oldman – Darkest Hour som Winston Churchill - Timothée Chalamet – Call Me by Your Name som Elio Perlman - Daniel Day-Lewis – Phantom Thread som Reynolds Woodcock - Daniel Kaluuya – Get Out som Chris Washington - Denzel Washington – Roman J. Israel, Esq. som Roman J. Israel | Bedste kvindelige hovedrolle - Frances McDormand – Three Billboards Outside Ebbing, Missouri som Mildred Hayes - Sally Hawkins – The Shape of Water som Elisa Esposito - Margot Robbie – I, Tonya som Tonya Harding - Saoirse Ronan – Lady Bird som Christine "Lady Bird" McPherson - Meryl Streep – The Post som Katharine Graham |
| Bedste mandlige birolle - Sam Rockwell – Three Billboards Outside Ebbing, Missouri som Jason Dixon - Willem Dafoe – The Florida Project som Bobby Hicks - Woody Harrelson – Three Billboards Outside Ebbing, Missouri som Bill Willoughby - Richard Jenkins – The Shape of Water som Giles - Christopher Plummer – All the Money in the World som J. Paul Getty | Bedste kvindelige birolle - Allison Janney – I, Tonya som LaVona Golden - Mary J. Blige – Mudbound som Florence Jackson - Lesley Manville – Phantom Thread som Cyril Woodcock - Laurie Metcalf – Lady Bird som Marion McPherson - Octavia Spencer – The Shape of Water som Zelda Delilah Fuller som |
| Bedste originale manuskript - Jordan Peele – Get Out - Emily V. Gordon og Kumail Nanjiani – The Big Sick - Greta Gerwig – Lady Bird - Guillermo del Toro og Vanessa Taylor – The Shape of Water - Martin McDonagh – Three Billboards Outside Ebbing, Missouri | Bedste filmatisering - James Ivory – Call Me by Your Name - Scott Neustadter og Michael H. Weber – The Disaster Artist - Scott Frank, James Mangold og Michael Green – Logan - Aaron Sorkin – Molly's Game - Virgil Williams og Dee Rees – Mudbound |
| Bedste animationsfilm - Coco – Lee Unkrich og Darla K. Anderson - The Boss Baby – Tom McGrath og Ramsey Naito - The Breadwinner – Nora Twomey og Anthony Leo - Ferdinand – Carlos Saldanha - Loving Vincent – Dorota Kobiela, Hugh Welchman og Ivan Mactaggart | Bedste fremmedsprogede film - En fantastisk kvinde (Chile) – Sebastián Lelio - The Insult (Libanon) – Ziad Doueiri - Loveless (Rusland) – Andrey Zvjagintsev - Med krop og sjæl (Ungarn) – Ildikó Enyedi - The Square (Sverige) – Ruben Östlund |
| Bedste dokumentar - Icarus – Bryan Fogel og Dan Cogan - Abacus: Small Enough to Jail – Steve James, Mark Mitten og Julie Goldman - Faces Places – Agnès Varda, JR og Rosalie Varda - Last Men in Aleppo – Feras Fayyad, Kareem Abeed og Søren Steen Jespersen - Strong Island – Yance Ford og Joslyn Barnes | Bedste korte dokumentar - Heaven is a Traffic Jam on the 405 – Frank Stiefel - Edith+Eddie – Laura Checkoway og Thomas Lee Wright - Heroin(e) – Elaine McMillion Sheldon og Kerrin Sheldon - Knife Skills – Thomas Lennon - Traffic Stop – Kate Davis og David Heilbroner |
| Bedste kortfilm - The Silent Child – Chris Overton og Rachel Shenton - DeKalb Elementary – Reed Van Dyk - The Eleven O'Clock – Derin Seale og Josh Lawson - My Nephew Emmett – Kevin Wilson jr. - Watu Wote/All of Us – Katja Benrath og Tobias Rosen | Bedste korte animationsfilm - Dear Basketball – Glen Keane og Kobe Bryant - Garden Party – Victor Caire og Gabriel Grapperon - Lou – Dave Mullins og Dana Murray - Negative Space – Max Porter og Ru Kuwahata - Revolting Rhymes – Jakob Schuh og Jan Lachauer |
| Bedste musik - 'The Shape of Water – Alexandre Desplat - Dunkirk – Hans Zimmer - Phantom Thread – Jonny Greenwood - Star Wars: The Last Jedi – John Williams - Three Billboards Outside Ebbing, Missouri – Carter Burwell | Bedste sang - "Remember Me" fra Coco – Kristen Anderson-Lopez og Robert Lopez - "Mighty River" fra Mudbound – Mary J. Blige, Raphael Saadiq og Taura Stinson - "Mystery of Love" fra Call Me by Your Name – Sufjan Stevens - "Stand Up for Something" fra Marshall – Diane Warren og Common - "This Is Me" fra The Greatest Showman – Benj Pasek og Justin Paul |
| Bedste lyd - Dunkirk – Alex Gibson og Richard King - Baby Driver – Julian Slater - Blade Runner 2049 – Mark Mangini og Theo Green - The Shape of Water – Nathan Robitaille og Nelson Ferreira - Star Wars: The Last Jedi – Ren Klyce og Matthew Wood | Bedste lydmix - Dunkirk – Mark Weingarten, Gregg Landaker og Gary A. Rizzo - Baby Driver – Mary H. Ellis, Julian Slater og Tim Cavagin - Blade Runner 2049 – Mac Ruth, Ron Bartlett og Doug Hephill - The Shape of Water – Glen Gauthier, Christian Cooke og Brad Zoern - Star Wars: The Last Jedi – Stuart Wilson, Ren Klyce, David Parker og Michael Semanick |
| Bedste scenografi - The Shape of Water – Paul Denham Austerberry, Shane Vieau og Jeff Melvin - Skønheden og udyret – Sarah Greenwood og Katie Spencer - Blade Runner 2049 – Dennis Gassner og Alessandra Querzola - Darkest Hour – Sarah Greenwood og Katie Spencer - Dunkirk – Nathan Crowley og Gary Fettis | Bedste fotografering - Blade Runner 2049 – Roger Deakins - Darkest Hour – Bruno Delbonnel - Dunkirk – Hoyte van Hoytema - Mudbound – Rachel Morrison - The Shape of Water – Dan Laustsen |
| Bedste make-up - Darkest Hour – Kazuhiro Tsuji, David Malinowski og Lucy Sibbick - Victoria & Abdul – Daniel Phillips og Lou Sheppard - Mirakel – Arjen Tuiten | Bedste kostumer - Phantom Thread – Mark Bridges - Skønheden og udyret – Jacqueline Durran - Darkest Hour – Jacqueline Durran - The Shape of Water – Luis Sequeira - Victoria & Abdul – Consolata Boyle |
| Bedste klipning - Dunkirk – Lee Smith - Baby Driver – Jonathan Amos og Paul Machliss - I, Tonya – Tatiana S. Riegel - The Shape of Water – Sidney Wolinsky - Three Billboards Outside Ebbing, Missouri – Jon Gregory | Bedste visuelle effekter - Blade Runner 2049 – John Nelson, Gerd Nefzer, Paul Lambert og Richard R. Hoover - Guardians of the Galaxy Vol. 2 – Christopher Townsend, Guy Williams, Jonathan Fawkner og Dan Sudick - Kong: Skull Island – Stephen Rosenbaum, Jeff White, Scott Benza og Mike Meinardus - Star Wars: The Last Jedi – Ben Morris, Mike Mulholland, Neal Scanlan og Chris Corbould - War for the Planet of the Apes – Joe Letteri, Daniel Barrett, Dan Lemmon og Joel Whist |

### Film med flere nomineringer
- 13 nomineringer: The Shape of Water
- 8 nomineringer: Dunkirk
- 7 nomineringer: Three Billboards Outside Ebbing, Missouri
- 6 nomineringer: Darkest Hour og Phantom Thread
- 5 nomineringer: Blade Runner 2049 og Lady Bird
- 4 nomineringer: Call Me by Your Name, Get Out, Mudbound, Star Wars: The Last Jedi
- 3 nomineringer: Baby Driver, I, Tonya
- 2 nomineringer: Skønheden og udyret, Coco, The Post, Victoria & Abdul

### Governors Awards
Den 9. Governors Awards-uddeling blev afholdt 11. november 2017, og de følgende personer vandt æres-Oscar:
- Agnès Varda - belgisk filmdirektør, manusforfatter og producent[7]
- Charles Burnett - amerikansk filmdirektør, manusforfatter og producent[8]
- Donald Sutherland – canadisk skuespiller[9]
- Owen Roizman – amerikansk filmfotograf[10]

Alejandro González Iñárritu blev også tildelt en Special Achievement Academy Award for VR-projektet Carne y arena.